# Bert Brune
Bert Brune (* 24. April 1943 in Büren, Westfalen) ist ein deutscher Schriftsteller.

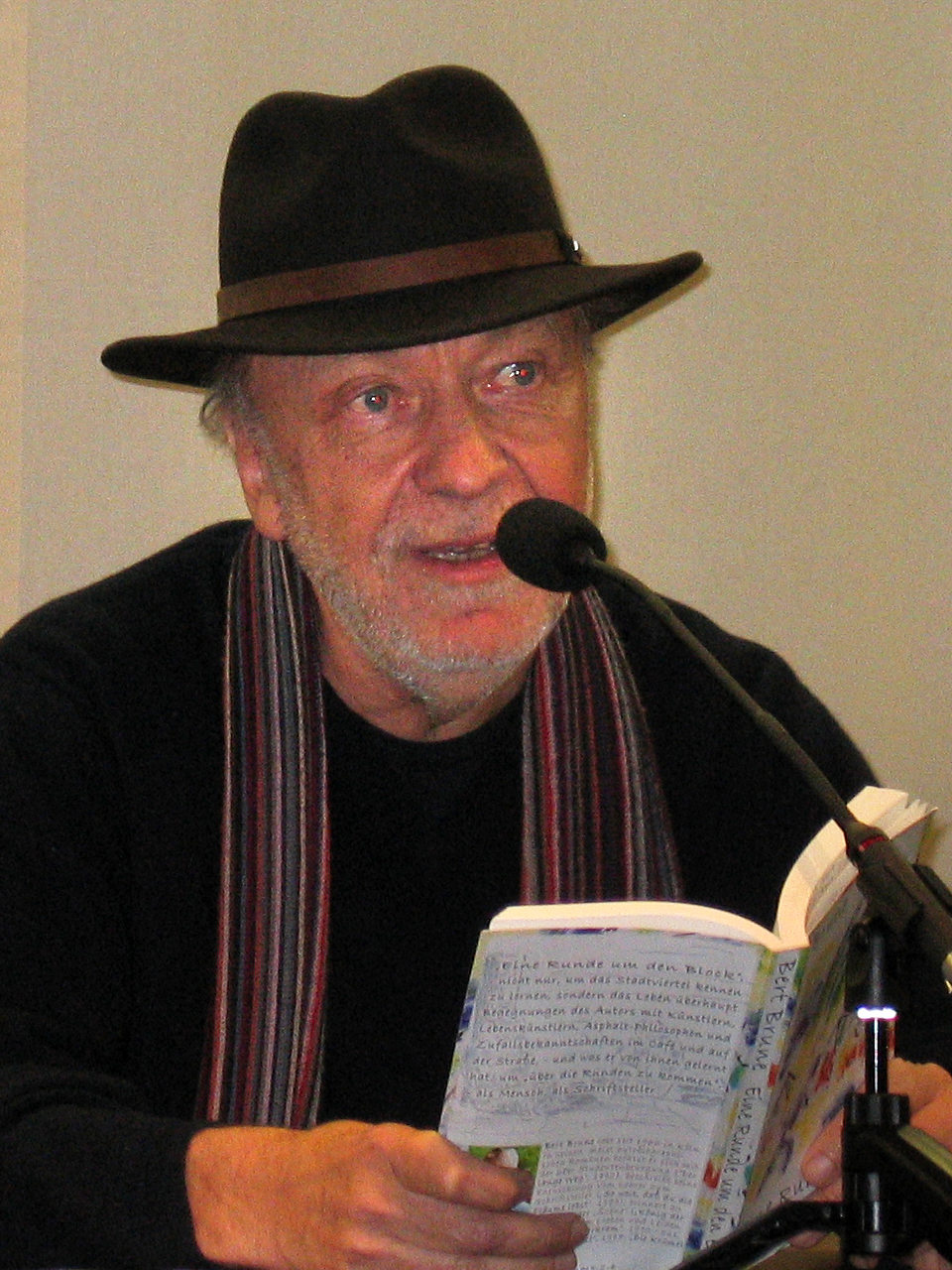
Bert Brune während einer Lesung in Köln

## Leben und Werk
Bert Brune studierte von 1966 bis 1970 in Köln Germanistik, Geschichte und Theaterwissenschaft. Er arbeitete zunächst als Gymnasiallehrer. Seit 1979 ist er als freier Schriftsteller tätig. 1989 gründete er zusammen mit Frieder Döring und Heinz Schüssler den Wolkenstein Verlag.
Brune schreibt Romane, Erzählungen und Gedichte mit autobiografischer bzw. autofiktionaler Grundierung. Lyrik und Prosa sind in zahlreichen Zeitschriften und Anthologien erschienen. Gemeinsam mit Frieder Döring edierte er die Anthologien Kölner Bucht (1990) sowie Narren und Co. (1991).

## Publikationen (Auswahl)
- König der Südstadt. Erzählungen. Wolkenstein Verlag, Köln 1984, ISBN 3-927861-13-8. (Erweiterte Neuauflage 1993)
- Südstadt-Idylle. Gedichte. Selbstverlag, Köln 1985.
- Barbara. Erzählung. Köln 1987. (Bearbeitete Neuauflage 2021)
- In Omas Läubchen. Gedichte. Köln 1988.
- So weit, daß du die Träume lebst ...  Roman. Wolkenstein Verlag, Köln 1989, ISBN 3-927861-04-9.
- Der lange Weg. Autobiografische Erzählung. Köln 1992. Bearbeitete Neuauflage: Roland Reischl Verlag, Köln 2023, ISBN 978-3-943580-46-4.
- Capuccino. Gedichte. Wolkenstein Verlag, Köln 1995, ISBN 3-927861-27-8.
- Der Aquarellist. Roman. Wolkenstein Verlag, Köln 1997, ISBN 3-927861-18-9.
- Rotwein. Gedichte. Wolkenstein Verlag, Köln 2000.
- Dreckige Trips. Erzählungen. Mit Frieder Döring und Heinz Schüssler. Wolkenstein Verlag, Köln 2000, ISBN 3-927861-54-5.
- Eine Runde um den Block. Erzählungen. Roland Reischl Verlag, Köln 2007, ISBN 978-3-9812648-3-8. (2. erweiterte Auflage 2010)
- Rheinwärts. Geschichten. Roland Reischl Verlag, 2010, ISBN 978-3-9812648-4-5.
- Mein Rodenkirchen – neue Gedichte des Stadtwanderers. Roland Reischl Verlag, Köln 2011, ISBN 978-3-943580-00-6.
- Der Stadtwanderer. Eine Runde Köln. Gedichte, Bilder, Randnotizen. Roland Reischl Verlag, Köln 2015, ISBN 978-3-943580-14-3.
- Wir Wolkensteiner – eine unwahrscheinliche Verlagsgeschichte. Mit Frieder Döring und Heinz Schüssler. Roland Reischl Verlag, Köln 2016, ISBN 978-3-943580-19-8.
- War eben im Paradies. CD mit dreizehn Liedern. Produziert mit René Klammer. Roland Reischl Verlag, Köln 2016.
- URBA(H)N sketching. Gedichte. Mit Zeichnungen von Jahangir Dermani. Köln 2017, ISBN 978-3-7431-7540-2.
- Bei Susi. Café  Hort der Freiheit. Erzählung, Köln 2019.
- Bert Brune's Corona-Logbuch aus dem Kölner Süden. Roland Reischl Verlag, Köln 2020, ISBN 978-3-943580-36-5.
- Der Aufbruch. Autobiografische Erzählung. Roland Reischl Verlag, Köln 2022, ISBN 978-3-943580-45-7.
- Warten auf Lena. Gedichte, Köln 2022.
- Der Hofdichter – Ein Jahr im Biogarten am Thurner Hof. Köln 2022.
- Michael – Künstler und Straßenphilosoph. Geschichten und Notizen. Köln 2022.
- Glücksmomente. Alltägliche Betrachtungen und Reflexionen. Roland Reischl Verlag, Köln 2023, ISBN 978-3-943580-51-8.
- Lena oder die Frau als solche. Köln 2024.

## Film
- René Klammer: Der Stadtwanderer. Ein Dokumentarfilm über den Autor Bert Brune. (eingeklammert.de)